# Boullay-les-Troux
Pour les articles homonymes, voir Boullay.
Boullay-les-Troux (prononcé [bulɛ lɛ t̪ʁu] ) est une commune française située à trente kilomètres au sud-ouest de Paris dans le département de l'Essonne en région Île-de-France.
Ses habitants se nomment les Boullaisiens.

## Géographie

### Situation
| Type d’occupation           | Pourcentage | Superficie (en hectares) |
| --------------------------- | ----------- | ------------------------ |
| Espace urbain construit     | 8,9 %       | 43,35                    |
| Espace urbain non construit | 2,6 %       | 12,43                    |
| Espace rural                | 88,5 %      | 429,55                   |
| Source : Iaurif             |             |                          |

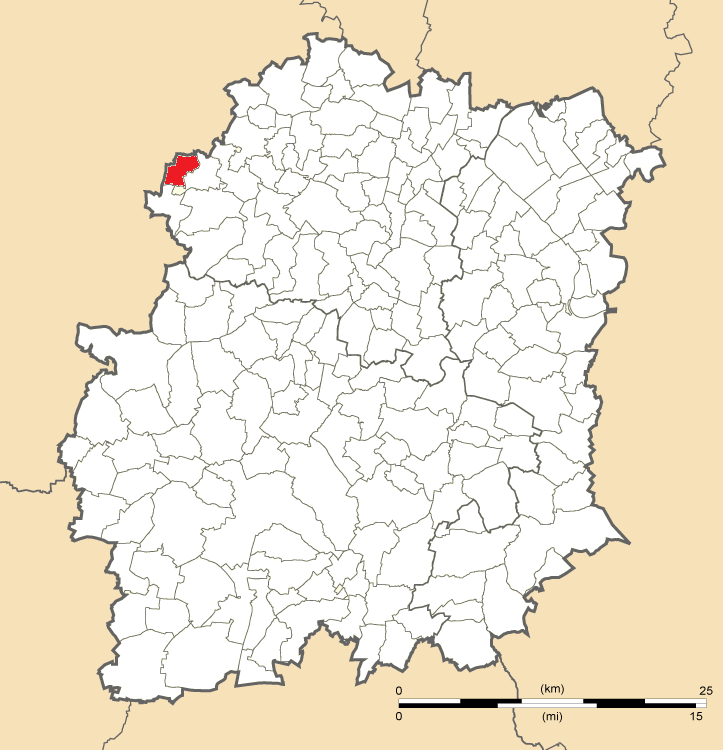
Position de Boullay-les-Troux en Essonne.

Boullay-les-Troux est située à trente kilomètres au sud-ouest de Paris-Notre-Dame, point zéro des routes de France, vingt-neuf kilomètres au nord-ouest d'Évry, quatorze kilomètres au sud-ouest de Palaiseau, dix-sept kilomètres au nord-est de Dourdan, dix-sept kilomètres au nord-ouest de Montlhéry, dix-huit kilomètres au nord-ouest d'Arpajon, vingt-neuf kilomètres au nord-ouest d'Étampes, trente-et-un kilomètres au nord-ouest de La Ferté-Alais, trente-deux kilomètres au nord-ouest de Corbeil-Essonnes, quarante-trois kilomètres au nord-ouest de Milly-la-Forêt.

### Hydrographie
Deux cours d'eau prennent leur source sur la commune : le Montabé, qui donne son nom à un des hameaux du village, et le Moulecrotte.
Tous deux sont affluents de l'Yvette, dans la vallée de Chevreuse.
Ces deux cours d'eau délimitent un espace protégé, abritant notamment des écrevisses à pattes blanches, espèce protégée.

### Relief et géologie

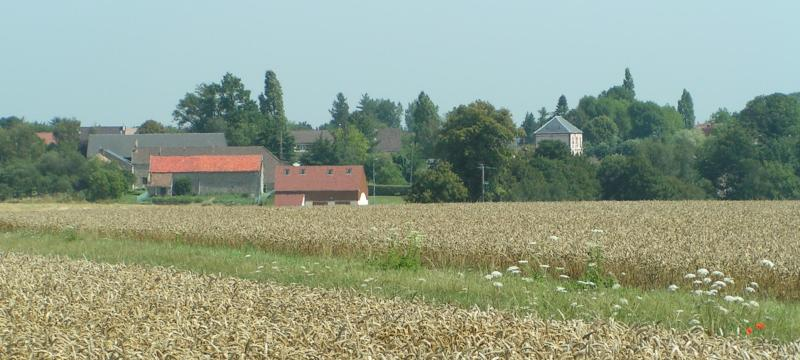
Commune de Boullay-les-Troux, vue depuis les champs alentour.

Le point le plus bas de la commune est situé à quatre-vingt-dix-neuf mètres d'altitude et le point culminant à cent soixante dix-sept mètres.

### Climat
Pour des articles plus généraux, voir Climat de l'Île-de-France et Climat de l'Essonne.
En 2010, le climat de la commune est de type climat océanique dégradé des plaines du Centre et du Nord, selon une étude du CNRS s'appuyant sur une série de données couvrant la période 1971-2000. En 2020, Météo-France publie une typologie des climats de la France métropolitaine dans laquelle la commune est exposée à un climat océanique altéré et est dans la région climatique Sud-ouest du bassin Parisien, caractérisée par une faible pluviométrie, notamment au printemps (120 à 150 mm) et un hiver froid (3,5 °C). 
Pour la période 1971-2000, la température annuelle moyenne est de 10,7 °C, avec une amplitude thermique annuelle de 15 °C. Le cumul annuel moyen de précipitations est de 684 mm, avec 11,3 jours de précipitations en janvier et 7,8 jours en juillet. Pour la période 1991-2020, la température moyenne annuelle observée sur la station météorologique la plus proche, située sur la commune de Choisel à 2 km à vol d'oiseau, est de 11,1 °C et le cumul annuel moyen de précipitations est de 709,1 mm,. Pour l'avenir, les paramètres climatiques de la commune estimés pour 2050 selon différents scénarios d'émission de gaz à effet de serre sont consultables sur un site dédié publié par Météo-France en novembre 2022.
| Mois                                  | jan.             | fév.             | mars           | avril         | mai           | juin           | jui.           | août          | sep.         | oct.          | nov.            | déc.             | année      |
| ------------------------------------- | ---------------- | ---------------- | -------------- | ------------- | ------------- | -------------- | -------------- | ------------- | ------------ | ------------- | --------------- | ---------------- | ---------- |
| Température minimale moyenne (°C)     | 1,3              | 1                | 3,1            | 5             | 8,4           | 11,4           | 13,2           | 13            | 10,1         | 7,4           | 4,1             | 1,6              | 6,6        |
| Température moyenne (°C)              | 4                | 4,4              | 7,5            | 10,1          | 13,8          | 17             | 19,2           | 19            | 15,4         | 11,6          | 7,2             | 4,2              | 11,1       |
| Température maximale moyenne (°C)     | 6,7              | 7,7              | 11,9           | 15,3          | 19,2          | 22,6           | 25,1           | 25            | 20,8         | 15,8          | 10,4            | 6,9              | 15,6       |
| Record de froid (°C) date du record   | −14,2 14.01.1979 | −13,5 07.02.1991 | −10,4 13.03.13 | −4,5 15.04.19 | −1 07.05.1997 | 2,2 04.06.1991 | 4,9 19.07.1974 | 4,3 21.08.14  | 1,8 30.09.12 | −4 30.10.1997 | −9,5 24.11.1998 | −10,6 29.12.1996 | −14,2 1979 |
| Record de chaleur (°C) date du record | 15,5 27.01.03    | 18,5 24.02.1990  | 24 29.03.1989  | 28 21.04.18   | 31,6 28.05.17 | 36,4 27.06.11  | 37,5 01.07.15  | 39,5 06.08.03 | 33 05.09.13  | 28,5 03.10.11 | 21 08.11.15     | 16,5 07.12.00    | 39,5 2003  |
| Précipitations (mm)                   | 61,4             | 51,7             | 51,5           | 48,9          | 67,8          | 61,5           | 52,4           | 56,3          | 51,6         | 65,8          | 64,7            | 75,5             | 709,1      |

### Voies de communication et transports
La commune est desservie par les lignes du réseau de bus Centre et Sud Yvelines.

### Lieux-dits, écarts et quartiers

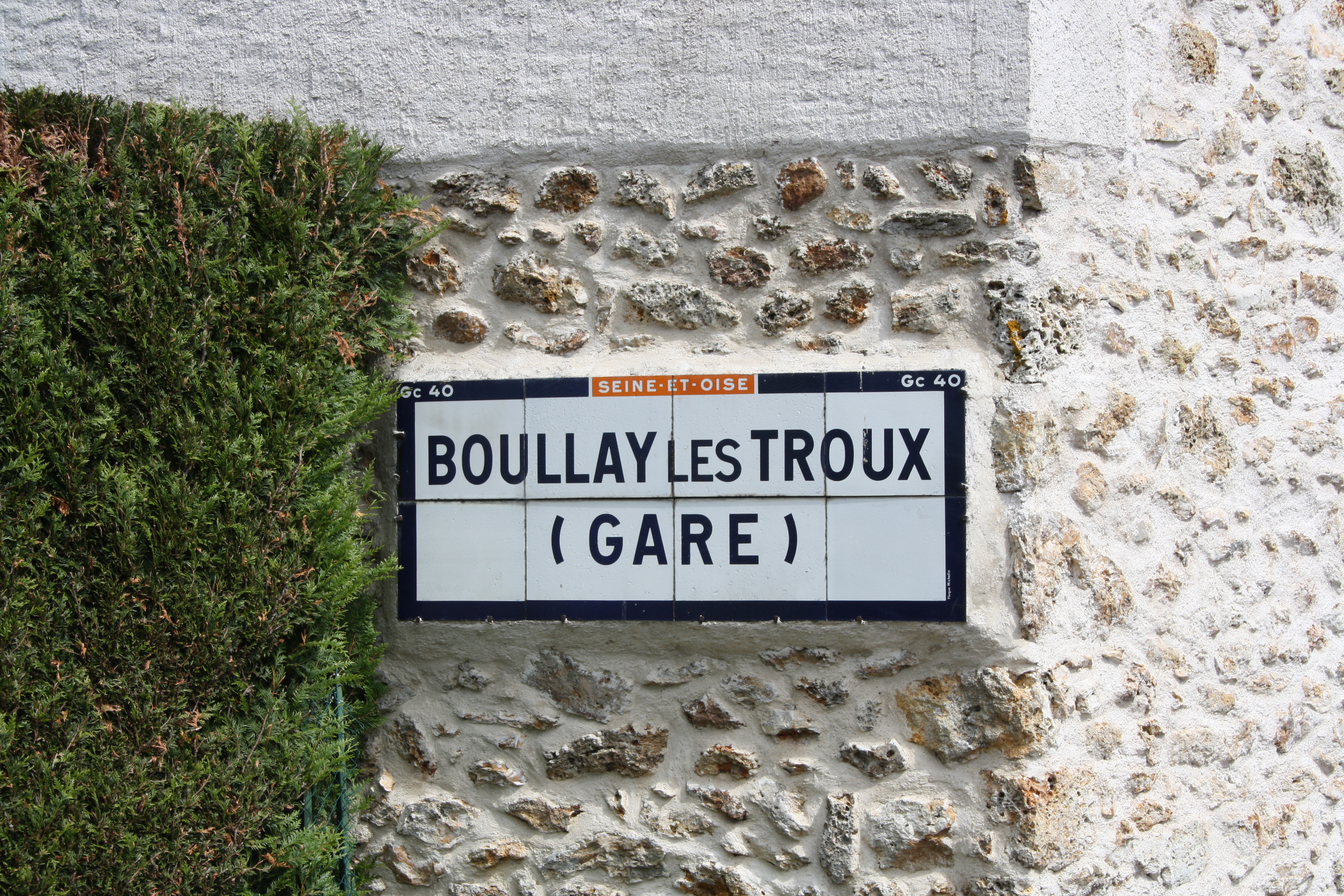
Panneau de Boullay-les-Troux Gare.

Avant la Seconde Guerre mondiale, le tronçon Saint-Rémy-lès-Chevreuse-Limours de la ligne de Sceaux desservait la commune de Boullay-les-Troux, au lieu-dit qui est toujours appelé la gare de Boullay.
Un autre lieu-dit de la commune se situant dans la forêt entre Boullay-les-Troux et Saint-Rémy-lès-Chevreuse est le petit hameau de Montabé.

## Urbanisme

### Typologie
Au 1er janvier 2024, Boullay-les-Troux est catégorisée bourg rural, selon la nouvelle grille communale de densité à sept niveaux définie par l'Insee en 2022.
Elle est située hors unité urbaine. Par ailleurs la commune fait partie de l'aire d'attraction de Paris, dont elle est une commune de la couronne,. Cette aire regroupe 1 929 communes,.

## Toponymie
Le nom de la localité est attesté sous les formes Troux[réf. nécessaire], Trous vers 1265, E. de Trociis au XVe siècle, E. de Trocis, Tros au XVIe siècle, Trocs, Les Toues en 1621.
Les « trous » pourraient indiquer l'existence d'excavations provoquées par l'extraction de pierre meulière.
La mention de Boullay fut ajoutée en 1864.
Boullay de l'ancien français boul « bouleau » (issu du latin d'origine gauloise betul(l)a) suivi du suffixe d'ancien français -ay (issu du gallo-roman -ETU) servant à désigner « un ensemble d'arbre appartenant à la même espèce », moderne -aie, d'où le sens global de « lieu planté de bouleaux ».
En 1793, la commune fut créée sous le nom de Les Trous, l'orthographe fut régularisée en 1801 dans le bulletin des lois.

## Histoire

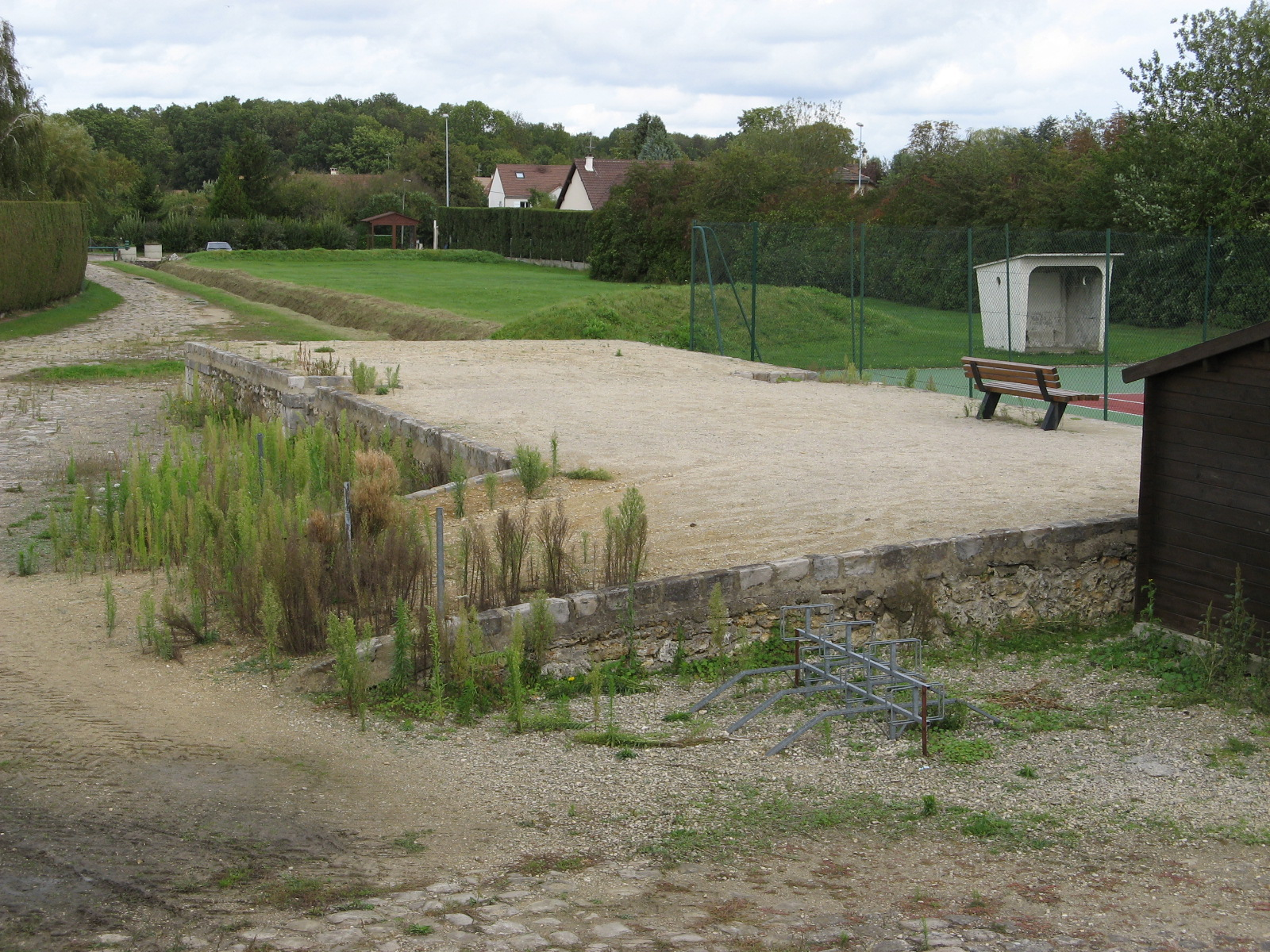
Vestiges de l'ancienne gare de Boullay-les-Troux.

Vers la fin du XIIe siècle, Les terres du Boullay (Booleium ; Le Bouelois) deviennent la propriété des templiers. Elles sont dévolues ensuite aux hospitaliers.
Vers 1490, honorable homme et saige Guillaume Basin, docteur, régent en la faculté de médecine de Paris, seigneur du fief des Troux lez Chevreuse.
Le 5 octobre 1579, le noble homme Nicolas Le Grant, seigneur des Troux, médecin ordinaire du roi, constitue une rente.
En 1644, Anne Hennequin, veuve du seigneur de Marly, se faisant fort d'Alexandre Legrand, échange la terre et seigneurie des Troux avec Anne Desault, veuve du vicomte de Corbeil, contre des rentes. Cette dernière la revendra à Guillaume Dugué de Bagnols en 1646 ou 1650, qui embellit l'hôtel seigneurial ; il fut un ami fervent de Port-Royal et reçut chez lui les jansénistes obligés de se disperser en 1661 ; il acheta aussi le hameau de Montabé. En 1654, Guillaume Dugué obtint de Monseigneur de Gondi, archevêque de Paris, l'autorisation de construire une nouvelle église pour remplacer l'édifice du XIIIe siècle en ruine. Le maître maçon Bricart en assura la construction en forme de croix latine et à chevet arrondi. Les travaux furent terminés en 1655. Elle était placée au centre du cimetière.
Au XIXe siècle, l'église fut consolidée, le clocher réparé. En 1854, une nouvelle cloche fut mise en place. En 1865, la paroisse fut rattachée à celle des Molières.
Jusqu'en 1939, la commune était desservie par la ligne de Sceaux.
Une nouvelle phase de rénovation complète a été entreprise par la municipalité depuis 2002 et l'église entièrement refaite est inaugurée en octobre 2012.

## Population et société

### Démographie

#### Évolution démographique
L'évolution du nombre d'habitants est connue à travers les recensements de la population effectués dans la commune depuis 1793. Pour les communes de moins de 10 000 habitants, une enquête de recensement portant sur toute la population est réalisée tous les cinq ans, les populations de référence des années intermédiaires étant quant à elles estimées par interpolation ou extrapolation. Pour la commune, le premier recensement exhaustif entrant dans le cadre du nouveau dispositif a été réalisé en 2007.

En 2022, la commune comptait 632 habitants, en évolution de −0,78 % par rapport à 2016 (Essonne : +2,89 %, France hors Mayotte : +2,11 %).
| 1793 | 1800 | 1806 | 1821 | 1831 | 1836 | 1841 | 1846 | 1851 |
| ---- | ---- | ---- | ---- | ---- | ---- | ---- | ---- | ---- |
| 211  | 185  | 204  | 191  | 204  | 181  | 182  | 158  | 147  |

| 1856 | 1861 | 1866 | 1872 | 1876 | 1881 | 1886 | 1891 | 1896 |
| ---- | ---- | ---- | ---- | ---- | ---- | ---- | ---- | ---- |
| 167  | 172  | 226  | 191  | 229  | 225  | 233  | 185  | 194  |

| 1901 | 1906 | 1911 | 1921 | 1926 | 1931 | 1936 | 1946 | 1954 |
| ---- | ---- | ---- | ---- | ---- | ---- | ---- | ---- | ---- |
| 211  | 180  | 211  | 201  | 236  | 248  | 188  | 169  | 203  |

| 1962 | 1968 | 1975 | 1982 | 1990 | 1999 | 2006 | 2007 | 2012 |
| ---- | ---- | ---- | ---- | ---- | ---- | ---- | ---- | ---- |
| 206  | 253  | 339  | 416  | 509  | 581  | 635  | 643  | 632  |

| 2017 | 2022 | - | - | - | - | - | - | - |
| ---- | ---- | - | - | - | - | - | - | - |
| 643  | 632  | - | - | - | - | - | - | - |

#### Pyramide des âges
En 2018, le taux de personnes d'un âge inférieur à 30 ans s'élève à 33,5 %, soit en dessous de la moyenne départementale (39,9 %). À l'inverse, le taux de personnes d'âge supérieur à 60 ans est de 21,3 % la même année, alors qu'il est de 20,1 % au niveau départemental.
En 2018, la commune comptait 331 hommes pour 316 femmes, soit un taux de 51,16 % d'hommes, largement supérieur au taux départemental (48,98 %).
Les pyramides des âges de la commune et du département s'établissent comme suit.
| Hommes | Classe d’âge | Femmes |
| ------ | ------------ | ------ |
| 0,9    | 90 ou +      | 0,0    |
| 4,9    | 75-89 ans    | 4,2    |
| 15,4   | 60-74 ans    | 17,1   |
| 28,6   | 45-59 ans    | 28,1   |
| 17,3   | 30-44 ans    | 16,5   |
| 13,9   | 15-29 ans    | 16,1   |
| 19,0   | 0-14 ans     | 18,0   |

| Hommes | Classe d’âge | Femmes |
| ------ | ------------ | ------ |
| 0,5    | 90 ou +      | 1,4    |
| 5,4    | 75-89 ans    | 7,2    |
| 12,9   | 60-74 ans    | 13,9   |
| 20     | 45-59 ans    | 19,4   |
| 19,9   | 30-44 ans    | 20,1   |
| 20     | 15-29 ans    | 18,2   |
| 21,3   | 0-14 ans     | 19,8   |

## Politique et administration

### Politique locale
La commune de Boullay-les-Troux est rattachée au canton de Gif-sur-Yvette, représenté par les conseillers départementaux Michel Bournat (UMP) et Laure Darcos (UMP), à l'arrondissement de Palaiseau et à la quatrième circonscription de l'Essonne, représentée par la députée Nathalie Kosciusko-Morizet (UMP).
L'Insee attribue à la commune le code 91 3 13 093. La commune de Boullay-les-Troux est enregistrée au répertoire des entreprises sous le code SIREN 219 100 930. Son activité est enregistrée sous le code APE 8411Z.

### Tendances et résultats politiques
Élections présidentielles, résultats des deuxièmes tours :
- Élection présidentielle de 2002 : 87,68 % pour Jacques Chirac (RPR), 12,32 % pour Jean-Marie Le Pen (FN), 89,34 % de participation[39].
- Élection présidentielle de 2007 : 55,21 % pour Nicolas Sarkozy (UMP), 44,79 % pour Ségolène Royal (PS), 91,56 % de participation[40].
- Élection présidentielle de 2012 : 53,00 % pour Nicolas Sarkozy (UMP), 47,00 % pour François Hollande (PS), 86,80 % de participation[41].

Élections législatives, résultats des deuxièmes tours :
- Élections législatives de 2002 : 60,40 % pour Pierre-André Wiltzer (UMP), 39,60 % pour Marianne Louis (PS), 73,52 % de participation[42].
- Élections législatives de 2007 : 57,59 % pour Nathalie Kosciusko-Morizet (UMP), 42,41 % pour Olivier Thomas (PS), 68,13 % de participation[43].
- Élections législatives de 2012 : 50,14 % pour Olivier Thomas (PS), 49,86 % pour Nathalie Kosciusko-Morizet (UMP), 75,46 % de participation[44].

Élections européennes, résultats des deux meilleurs scores :
- Élections européennes de 2004 : 26,72 % pour Harlem Désir (PS), 18,62 % pour Patrick Gaubert (UMP), 57,43 % de participation[45].
- Élections européennes de 2009 : 27,97 % pour Michel Barnier (UMP), 26,22 % pour Daniel Cohn-Bendit (Les Verts), 61,25 % de participation[46].

Élections régionales, résultats des deux meilleurs scores :
- Élections régionales de 2004 : 46,58 % pour Jean-Paul Huchon (PS), 45,34 % pour Jean-François Copé (UMP), 76,21 % de participation[47].
- Élections régionales de 2010 : 56,52 % pour Jean-Paul Huchon (PS), 43,48 % pour Valérie Pécresse (UMP), 62,47 % de participation[48].

Élections cantonales, résultats des deuxièmes tours :
- Élections cantonales de 2001 : données manquantes.
- Élections cantonales de 2008 : 54,05 % pour Christian Schoettl (DVD), 28,72 % pour Mouna Mathari (PS), 70,25 % de participation[49].

Élections municipales, résultats des deuxièmes tours :
- Élections municipales de 2001 : données manquantes.
- Élections municipales de 2008 : 327 voix pour Françoise Lawrence (?), 325 pour Alain Masson (?), 70,64 % de participation[50].

Référendums :
- Référendum de 2000 relatif au quinquennat présidentiel : 78,26 % pour le Oui, 21,74 % pour le Non, 43,62 % de participation[51].
- Référendum de 2005 relatif au traité établissant une Constitution pour l'Europe : 66,39 % pour le Oui, 33,61 % pour le Non, 83,11 % de participation[52].

### Enseignement
Les établissements scolaires de Boullay-les-Troux sont rattachés à l'académie de Versailles. Elle dispose sur son territoire d'une école primaire publique.

### Jumelages
La commune n'a développé aucune association de jumelage.

## Vie quotidienne à Boullay-les-Troux

### Sports
- Association de football de Boullay-les-Troux (AFBT).
- Association de tennis de Boullay-les-Troux (ATBT).

### Lieux de culte

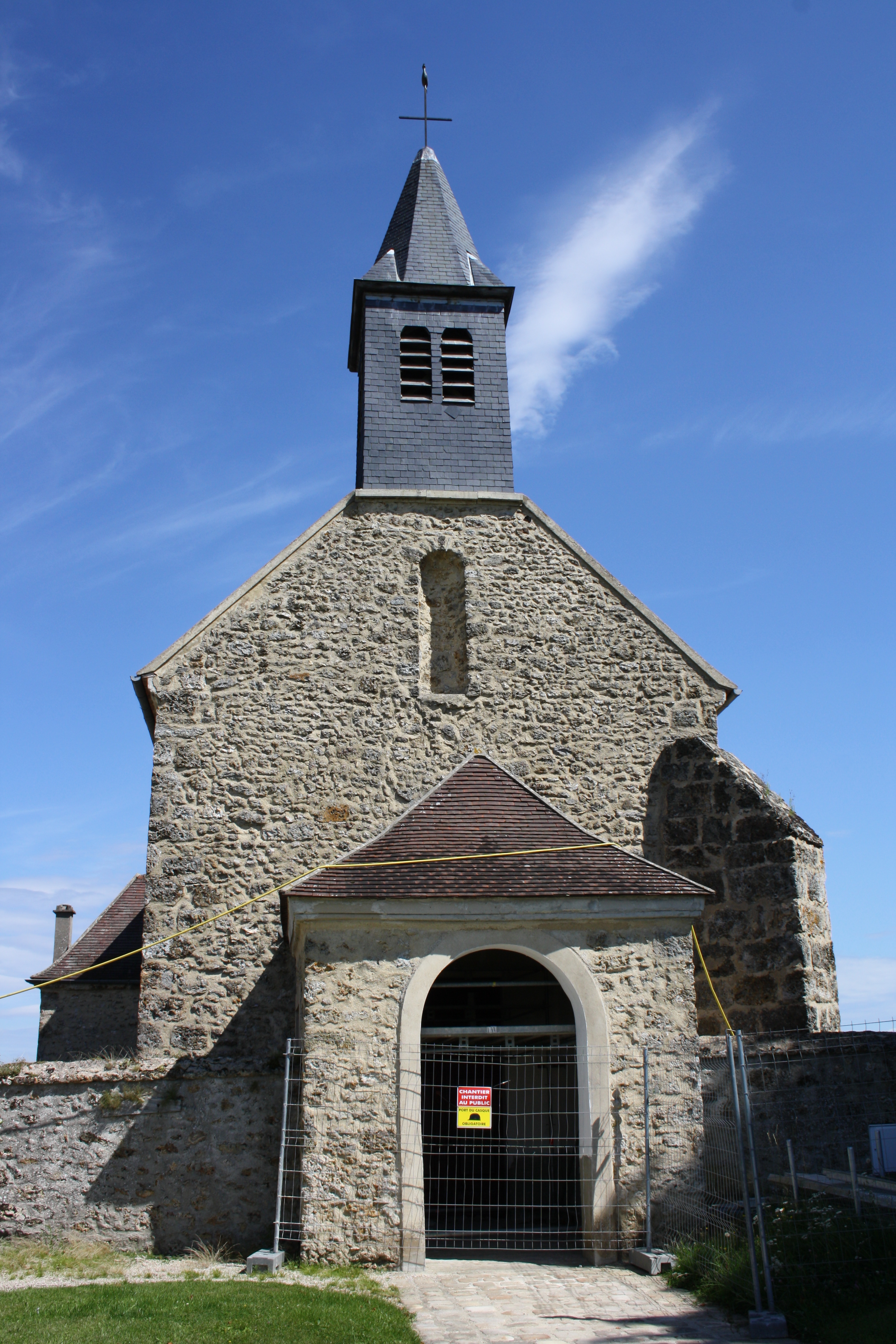
L'église Saint-Jean-l'Évangéliste.

La paroisse catholique de Boullay-les-Troux est rattachée au secteur pastoral de Limours et au diocèse d'Évry-Corbeil-Essonnes. Elle dispose de l'église Saint-Jean-l'Évangéliste.

### Médias
L'hebdomadaire Le Républicain relate les informations locales. La commune est en outre dans le bassin d'émission des chaînes de télévision France 3 Paris Île-de-France Centre, IDF1 et Téléssonne intégré à Télif.

## Économie
Boullay-les-Troux accueille un important centre d'écoutes de la direction générale de la sécurité intérieure,,.

### Emplois, revenus et niveau de vie
Boullay-les-Troux est l'une des communes françaises où la richesse moyenne par habitant est l'une des plus élevées ; en 2012, Boullay-les-Troux était classée au 16e rang pour le revenu net médian par ménage avec 5 428 € mensuel. Elle est en cela la 1re commune d'Essonne.
En 2010, le revenu fiscal médian par ménage était de 66 228 €, ce qui plaçait Boullay-les-Troux au 14e rang parmi les 31 525 communes de plus de 39 ménages en métropole.
| Répartition des emplois par catégories socioprofessionnelles en 2006. |              |                                           |                                                   |                            |                          |                           |
|                                                                       | Agriculteurs | Artisans, commerçants, chefs d’entreprise | Cadres et professions intellectuelles supérieures | Professions intermédiaires | Employés                 | Ouvriers                  |
| Boullay-les-Troux                                                     | -            | -                                         | -                                                 | -                          | -                        | -                         |
| Zone d'emploi de Versailles                                           | 0,2 %        | 3,8 %                                     | 29,2 %                                            | 27,9 %                     | 26,1 %                   | 12,8 %                    |
| Moyenne nationale                                                     | 2,2 %        | 6,0 %                                     | 15,4 %                                            | 24,6 %                     | 28,7 %                   | 23,2 %                    |
| Répartition des emplois par secteurs d’activités en 2006.             |              |                                           |                                                   |                            |                          |                           |
|                                                                       | Agriculture  | Industrie                                 | Construction                                      | Commerce                   | Services aux entreprises | Services aux particuliers |
| Boullay-les-Troux                                                     | -            | -                                         | -                                                 | -                          | -                        | -                         |
| Zone d'emploi de Versailles                                           | 1,0 %        | 17,4 %                                    | 5,2 %                                             | 14,3 %                     | 19,7 %                   | 7,3 %                     |
| Moyenne nationale                                                     | 3,5 %        | 15,2 %                                    | 6,4 %                                             | 13,3 %                     | 13,3 %                   | 7,6 %                     |
| Sources : Insee,                                                      |              |                                           |                                                   |                            |                          |                           |

## Culture locale et patrimoine

### Patrimoine environnemental
Boullay-les-Troux est une commune du Parc naturel régional de la Haute Vallée de Chevreuse. Les bois du quart nord-est du territoire ont été recensés au titre des espaces naturels sensibles par le conseil général de l'Essonne.
La commune est traversée par le GR 655 OT, itinéraire moderne sur la variante par Chartres de la via Turonensis du pèlerinage de Saint-Jacques-de-Compostelle. Le cheminement qui passe tout près du hameau de Montabé et du chef-lieu, puis qui traverse le hameau de la Gare de Boullay, utilise le tracé de l'ancienne ligne de Sceaux. On vient de Saint-Rémy-lès-Chevreuse ; le prochain jalon est Pecqueuse.

### Patrimoine architectural
- Église Saint-Jean-l'Évangéliste

### Personnalités liées à la commune
Différents personnages publics sont nés, décédés ou ont vécu à Boullay-les-Troux :
- Jacques Rémy (1911-1981), de son vrai nom Raymond Assayas, scénariste et dialoguiste, y est enterré ;
- Olivier Assayas (1955-), réalisateur et scénariste, et Michka Assayas (1958-), journaliste et écrivain, y vécurent ;
- Pierre Gilbert (1980-), pilote automobile[précision nécessaire][réf. nécessaire].

### Héraldique
| Blason de Boullay-les-Troux | La commune de Boullay-les-Troux ne dispose pas de blason. |